# Ґотард Ґюнтер
Ґотард Ґюнтер (15 червня 1900 - 29 листопада 1984) — німецький (прусський) філософ.

## Біографія
Ґюнтер народився в Арнсдорфі, Гіршберг ім Різенґебірґе, Прусська Сілезія (сучасна Єленя-Ґура, Польща). З 1921 до 1933 року Ґюнтер вивчав синологію та філософію в університетах Гайдельберґа та Берліна, а в 1933 році під керівництвом Едуарда Шпранґера написав докторську дисертацію про Геґеля. У 1935–1937 рр. працював в інституті Арнольда Ґелена при Ляйпцизькому університеті, видаючи «Christliche Metaphysik und das Schicksal des modernen Bewusstseins» (Християнська метафізика і доля сучасної свідомості, разом з Гельмутом Шельським у 1937 р.). Він був членом Ляйпцизької школи соціології.
У тому ж році, слідом за своєю дружиною, єврейською психологинею, доктором Марі Ґюнтер-Гендель, він виїхав з Німеччини спочатку до Італії, потім на роботу до університету Стелленбоша в Південній Африці, а в 1940 році до США. Там він завершив свою систему топологічної логіки та морфограматики. Його велике дослідження "Die philosophische Idee einer nicht-Aristotelischen Logik" ("Філософська концепція неарістотелівської логіки") надруковане в 1957 р. в Гамбурзі. Будучи професором-дослідником, він став працювати на факультеті електротехніки Університету Іллінойсу в Урбана-Шампейн у 1960 році, працюючи разом з Ворреном Маккалохом, Гайнцом фон Фьорстером, Умберто Матураною та іншими. У 1962 р. він опублікував Кібернетичну онтологію та транс'юнкційні операції. Пізніше він читав лекції в Гамбурзькому університеті, поки не помер у Гамбурзі в 1984 році у віці 84 років.
На думку Айзека Азімова, який вважав Ґюнтера "добрим другом", Ґюнтер "відчував, що цивілізація є продуктом Старого Світу і не може вкорінитись та процвітати в Новому". Азімов зазначив, що таким чином Ґюнтер "твердив, що коли цивілізація Старого Світу була механічно перенесена в Новий Світ, виникло спотворення, і одним із проявів цього викривлення був своєрідний американський винахід наукової фантастики, який не слід плутати з ранішимими європейськими проявами в цьому жанрі (наприклад, з Жулем Верном)".

## Творчість і спадок
Філософія Ґюнтера базувалась на світогляді Геґеля, Гайдеґґера та Шпенґлера. Він розробив трансарістотелівський логічний підхід (опускаючи tertium non datur). Транс-класична логіка Ґюнтера була спробою поєднати вдосконалені результати сучасної діалектики з формальною логікою. Його основна увага приділялася філософській проблемі "Du" ("ти" / "Ти"). Він також долучився до галузей кібернетики та природничих і соціальних наук, особливо соціології.
Його творчий спадок німецькою та англійською мовами є досить значним. З його трьох томів можна отримати огляд, який допомагає зробити діалектику більш операціональною (див. нижче). Він мав вплив у галузях філософії, кібернетики, математики та соціології. Станом на 2004 рік, Дослідницький центр Ґотарда Ґюнтера (“Gotthard-Günther-Forschungsstelle”) працює в Університеті Кляґенфурта в Австрії.

## Публікації
- 1933, Grundzüge einer neuen Theorie des Denkens in Hegels Logik [Основи нової теорії мислення в логіці Геґеля]. Друге, доповнене вимдання з новою передмовою. Hamburg: Meiner, 1978. ISBN 3-7873-0435-5.
- 1937, Christliche Metaphysik und das Schicksal des modernen Bewusstseins. Leipzig: Hirzel.
- 1952, Uberwindung von Raum und Zeit: phantastische Geschichten aus der Welt von Morgen. Düsseldorf: Karl Rauch.
- 1957, Das Bewusstsein der Maschinen: eine Metaphysik der Kybernetik. Krefeld, Baden-Baden: Agis-Verlag. Друге доповнене видання в 1963. Третє видання як Das Bewusstsein der Maschinen: eine Metaphysik der Kybernetik, mit einem Beitrag aus dem Nachlass: "Erkennen und Wollen", за редакцією Eberhard von Goldammer та Joachim Paul. Baden-Baden: Agis-Verlag, 2002. ISBN 3-87007-009-9. Французьке видання під назвою La conscience des machines: une métaphysique de la cybernétique; suivi de Cognition et volition, третє видання за ред. Eberhard von Goldammer та Joachim Paul, переклад Françoise Parrot та Engelbert Kronthaler, Paris: l'Harmattan, 2008.
- 1959, Idee und Grundriss einer nicht-Aristotelischen Logik, Bd. 1. Die Idee und ihre philosophischen Voraussetzungen. [Принципи і огляд неарістотелівської логіки, том. 1: Принцип та його філософські постулати]. Hamburg: F. Meiner. Видання друге, зі змінами, Hamburg: F. Meiner, 1978. Третє видання Idee und Grundriss einer nicht-Aristotelischen Logik: die Idee und ihre philosophischen Voraussetzungen: mit einem Anhang Das Phänomen der Orthogonalität, und mit einem Fragment aus dem Nachlass Die Metamorphose der Zahl. Hamburg: Meiner, 1991.
- 1962, Cybernetic Ontology and Transjunctional Operations. University of Illinois, Engineering Experiment Station. Technical Report no. 4. Urbana: Electrical Engineering Research Laboratory, University of Illinois.
- 1965, Cybernetics and the Transition from Classical to Trans-Classical Logic. Illinois University Biological Computer Laboratory BCL Report  3.0. Urbana: Biological Computer Laboratory, University of Illinois.
- 1967, Logik, Zeit, Emanation und Evolution. Arbeitsgemeinschaft für Forschung des Landes Nordrhein-Westfalen. Geistwissenschaften 136. Cologne-Opladen: Westdeutscher Verlag.
- 1973, H. Fahrenbach (Hrsg). "Wirklichkeit und Reflexion, Festschrift fur Walter Schulz", Pfullingen, 1973 (187 - 210). Також опубліковано в: Beiträge zur Grundlegung einer operationsfähigen Dialektik".Semantic Scholar. (англійською мовою)[4]
- 1976, Beiträge zur Grundlegung einer operationsfähigen Dialektik, 1 (Записки з приводу основ операціональної діалектики, 1). Hamburg: Meiner.  ISBN 3-7873-0371-5
- 1979, Beiträge zur Grundlegung einer operationsfähigen Dialektik, 2, (Записки з приводу основ операціональної діалектики, 2)
- 1980, Beiträge zur Grundlegung einer operationsfähigen Dialektik, 3, (Записки з приводу основ операціональної діалектики, 3)
- 1973, Notable work: H. Fahrenbach (Hrsg). "Wirklichkeit und Reflexion, Festschrift fur Walter Schulz", Pfullingen, 1973. Also published as: Beiträge zur Grundlegung einer operationsfähigen Dialektik

## Подальше читання
- Actual research on polycontextual theories is documented at ThinkArt Lab [Архівовано 10 липня 2021 у Wayback Machine.] Glasgow, Scotland.
- A comprehensive archive of Gunther's work (mainly out of print) is made accessible by Vordenker [Архівовано 11 травня 2021 у Wayback Machine.].
- A first insight into the terminology of Gunther's work is offered by the interactive Glossary [Архівовано 10 липня 2021 у Wayback Machine.].

## Зовнішні посилання
- Вебсайт Філософії Ґотарда Ґюнтера [Архівовано 9 травня 2021 у Wayback Machine.]